# Dagmar Hubálková
Dagmar Hubálková (4. února 1932 – 5. května 2019) v Praze byla československá hráčka basketbalu (vysoká 175 cm). Je zařazena na čestné listině zasloužilých mistrů sportu. V roce 2005 byla uvedena do Síně slávy České basketbalové federace.
Dagmar Hubálková byla oporou reprezentačního družstva Československa, za které odehrála v letech 1951 až 1964 celkem 167 utkání a má významný podíl na dosažených sportovních výsledcích. Zúčastnila se třikrát mistrovství světa a pětkrát mistrovství Evropy v basketbale žen, na nichž získala celkem 8 medailí, z toho 4 stříbrné za druhá místa (MS 1964 a ME 1952, 1954, 1962) a čtyři bronzové medaile za třetí místa (MS 1957, 1959 a ME 1956, 1960). Na Mistrovství světa 1959 a na Mistrovství Evropy 1960 byla nejlepší střelkyní celého šampionátu. Reprezentační kariéru zakončila na Mistrovství světa v roce 1964 v Peru (2. místo).
V československé basketbalové lize žen odehrála celkem 21 sezón, z toho první dvě sezóny za Sokol Pražský a poté 19 sezón za Slovan Praha Orbis, v nichž s týmem získala v ligové soutěži devětkrát titul mistra a čtyřikrát vicemistra Československa a dvě třetí místa. Sekce košíkové ÚV ČSTV ji zařadila do nejlepší pětky – „All Stars“ československé basketbalové ligy (1964/65) a zároveň byla vyhlášena nejlepší basketbalistkou roku 1965.
S týmem Slovan Orbis Praha se zúčastnila 6 ročníků FIBA Poháru evropských mistrů v basketbale žen, třikrát tým skončil v soutěži na druhém místě, když podlehl až ve finále (1961 a 1966 proti Daugava Riga, 1963 proti Slavia Sofia) a třikrát se probojoval mezi čtyři nejlepší týmy a podlehl až v semifinále (1960 a 1962 s Daugava Riga, 1965 s týmem Slavia Sofia).

## Sportovní kariéra

### Hráčská
- klub: celkem 14 medailových umístění, 9x mistryně Československa, 4x 2. místo, 2x 3. místo
- 1950–1951 Sokol Pražský, 6. místo (1950/51), 3. místo (1951)
- 1952–1970 Slovan Orbis Praha, 9x 1. místo (1954, 1956, 1957, 1959 až 1962, 1964, 1965), 4x 2. místo (1955, 1958, 1963, 1967), 3. místo (1953), 4. místo (1968), 3x 5. místo (1952, 1966, 1969), 6. místo (1970)
- od zavedení evidence podrobných statistik ligových zápasů (v sezóně 1961/62) zaznamenala celkem 3486 ligových bodů.
- Československo: 1951–1964 celkem 167 mezistátních zápasů, na MS a ME celkem (bez ME 1954) 647 bodů v 46 zápasech
- Mistrovství světa: 1957 Rio de Janeiro (112 bodů /9 zápasů), 1959 Moskva (120 /7), 1964 Lima, Peru (98 /9), na MS celkem 330 bodů v 25 zápasech
- Mistrovství Evropy: 1952 Moskva (60 /4), 1954 Bělehrad (bude doplněno), 1956 Praha (125 /7), 1960 Sofia (91 /5), 1962 Mulhouse, Francie (41 /5), na ME celkem (bez ME 1954) 317 bodů v 21 zápasech
- úspěchy:
- Mistrovství světa v basketbalu žen: 2. místo (1964), 2x 3. místo (1957 a 1959)
- Mistrovství Evropy v basketbale žen: 3x 2. místo (1952, 1954 a 1962), 2x 3. místo (1956, 1960)
- nejlepší střelkyně celého MS 1959 v 7 zápasech 120 bodů (17.1 bodu na zápas) a na ME 1960 měla nejvyšší průměr ze všech hráček 18.2 bodu na zápas (91 bodů v 5 zápasech)
- Pohár evropských mistrů v basketbale žen, 3x 2. místo (1961, 1963, 1966), 3x v semifinále (1960, 1962, 1965)